# 크라스노셀스카야역
크라스노셀스카야역(러시아어: Красносе́льская)은 모스크바 지하철 소콜니체스카야 선의 역이다. 1935년 모스크바 지하철이 개통될 때 최초로 개장된 역 중 하나이다.

## 역사
콤소몰스카야 역은 1935년 5월 15일에 개통되었다. 소콜니키 역과 콤소몰스카야 역 구간 사이의 구간은 크라스노프루드나야 거리의 아래에 지어졌다. 크라스노셀스카야 역의 공사는 1933년 봄에 시작되었으며, 역은 1935년 5월 15일 다른 9개 역과 동시에 개장하였다.

## 설계
콤소몰스카야 역의 디자인은 초기 설계 당시 이용객이 적을 것으로 생각되어 다른 역에 비해 간소하게 설계되었으며, 이 때문에 승강장의 간격은 다른 소콜니체스카야 선의 역에 비해 매우 좁은 편이다.